# オルレン

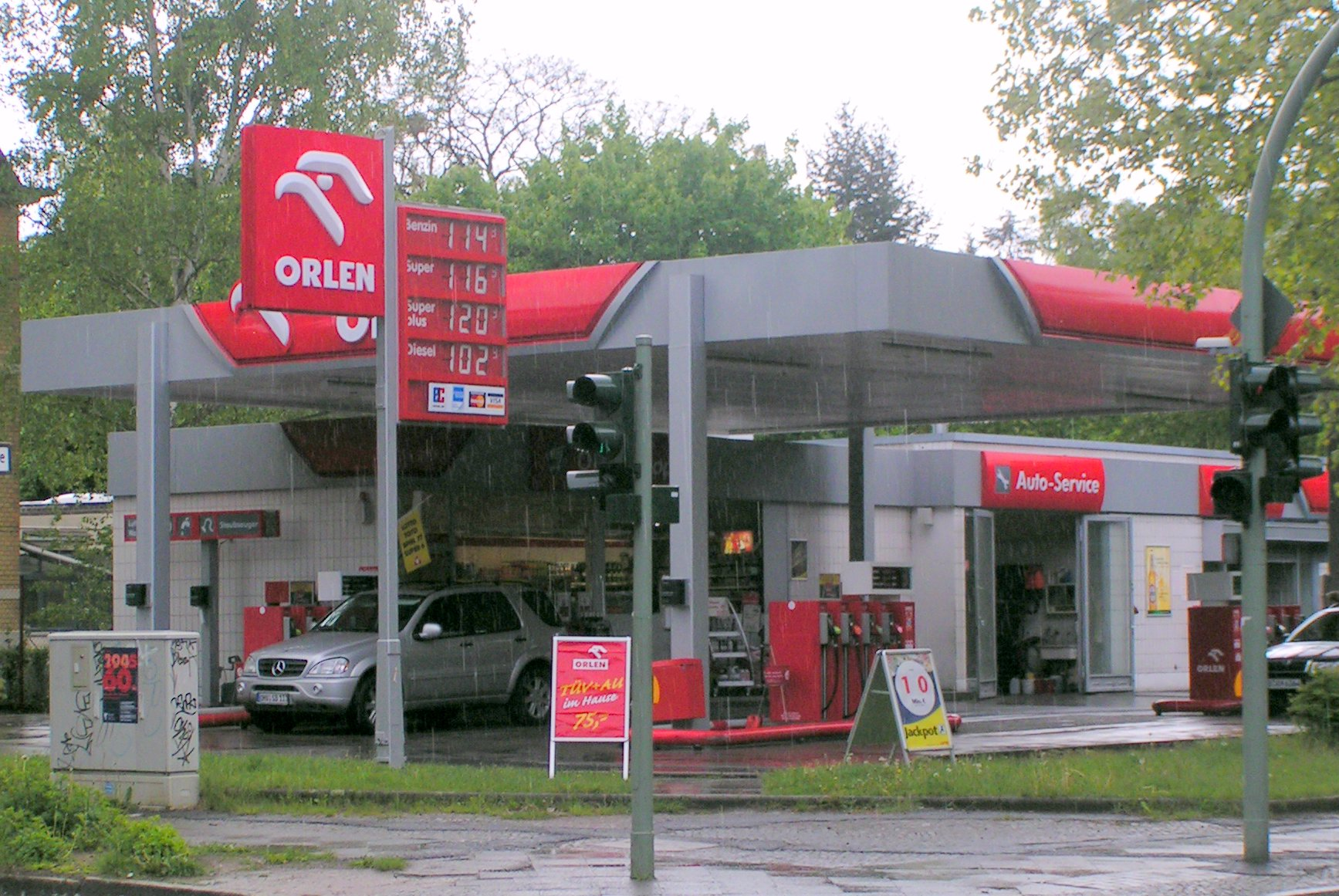
オルレンのブランド名を冠するガソリンスタンド

オルレン（Orlen S.A. (ポーランド語: Polski Koncern Naftowy Orlen Spółka Akcyjna, PKN Orlen SA.)）は、ポーランド・プウォツクに本拠を置き、石油やガスの精製、また石油化学工業等を行うエネルギー企業。ワルシャワ証券取引所上場企業（WSE: PKN）。

## 沿革
ポーランドにおける石油事業は、1850年代から民間事業として活発に行われていたが、第二次世界大戦後に少数の国有企業に再編されたのち、冷戦末期後の事業民営化の流れを受け、そのうちのPetrochemia Płock S.A.（1993年に株式上場）と、全額政府出資法人のPolski Koncern Naftowy S.A.が、1999年9月に合併しPKNオルレンが設立された。合併した企業の新たなブランド名がその年の年末に公募され、ORZEŁ（ポーランド語で鷲）とENERGIAの合成からOrlenと名付けられ、鷲の頭部を象ったロゴが採用された。
原油の探鉱・開発では、ポーランドに加え、カナダ・アルバータ州に大規模な上流部門（Orlen Upstream Canada Ltd.）を有する。製油所は、ポーランド・チェコ・リトアニアに合計6カ所を保有する。コンバインドサイクル発電事業をプウォツクやヴウォツワヴェクで行っている。株式の27.52%はポーランド政府が保有している。
2002年2月、CEOのAndrzej Modrzejewskiが金融不正行為を理由に逮捕される事件が発生したが、その後はポーランドに加えて、ドイツ・チェコ・リトアニアへと下流部門が拡大し、着実な発展が続くこととなった。2003年、ドイツの石油・ガス会社であるAral AGから北ドイツ地域の約500のガソリンスタンド事業を買収した。2004年6月、チェコ・プラハに本拠を置く石油会社のUnipetrol a.sの株式の約62％を買収し、その後2018年に残りの株式も買収し完全子会社化した。2008年12月、リトアニアの石油会社のAB Mažeikių naftaの買収を発表、翌2009年9月にOrlen Lietuvaの名称でリブランド化した。2023年7月、社名をPKNオルレンから現社名に変更した。

## スポンサー
ポーランド国内におけるスポーツや文化事業への協賛も多く行われ、ラリーレイドの「Orlen Team」は、ポーランドでは特に知られている。同国のF1ドライバーであるロバート・クビサの個人スポンサーでもあり、2018年11月、「ウィリアムズF1」とスポンサー契約。2020年からは「アルファロメオ・レーシング」とタイトルスポンサーを締結した。2022年シーズンを以てクビサがアルファロメオとの契約を終了したのを受け、2023年シーズンからは「スクーデリア・アルファタウリ」(現RB・フォーミュラワン・チーム)とのプリンシパルパートナー契約を締結した。